# Daria Rogozina
Daria Rogozina (en russe : Дарья Рогозина) née le 14 août 1996 à Borissoglebsk est une cycliste et triathlète russe double championne du monde de triathlon d'hiver en 2019 et 2020.

## Palmarès en triathlon
Le tableau suivant présente les résultats les plus significatifs (podiums) obtenus sur le circuit international de triathlon depuis 2018.
| Année | Compétition                                               | Pays     | Position      | Temps           |
| ----- | --------------------------------------------------------- | -------- | ------------- | --------------- |
| 2022  | Championnat du monde de triathlon d'hiver                 | Andorre  | Médaille d'or | 2 h 3 min 59 s  |
| 2020  | Championnat du monde de triathlon d'hiver                 | Italie   | Médaille d'or | 1 h 32 min 22 s |
| 2020  | Coupe du monde de triathlon d'hiver : épreuve de Harbin   | Chine    | Médaille d'or | 1 h 38 min 52 s |
| 2019  | Championnat du monde de triathlon d'hiver                 | Italie   | Médaille d'or | 1 h 40 min 54 s |
| 2019  | Championnat du monde de triathlon d'hiver en relais mixte | Italie   | Médaille d'or | 1 h 57 min 54 s |
| 2019  | Championnat de Russie de triathlon d'hiver                | Russie   | Médaille d'or | 1 h 38 min 52 s |
| 2019  | Championnat de Russie de triathlon cross                  | Russie   | Médaille d'or | 1 h 54 min 21 s |
| 2018  | Championnat du monde de triathlon d'hiver en relais mixte | Roumanie | Médaille d'or | 1 h 21 min 48 s |
| 2018  | Championnat de Russie de triathlon d'hiver                | Russie   | Médaille d'or | 1 h 38 min 52 s |
| 2018  | Championnat de Russie de triathlon cross                  | Russie   | Médaille d'or | 2 h 8 min 36 s  |

## Palmarès en VTT
- 2019
  - 3e du championnat de Russie de cross-country marathon[2]